# 新宿区立落合第二中学校
新宿区立落合第二中学校（しんじゅくくりつおちあいだいにちゅうがっこう）は、
東京都新宿区西落合にある公立中学校。
新宿区上落合三丁目、西落合、中落合、中井を学区としている。通称は「落二」（おちに）もしくは「落二中」（おちにちゅう）「二中」（にちゅう）とも言う。また、学園祭のようなものとして、「赤土祭」というものが行われ、クラス対抗合唱コンクール、弁論大会、吹奏楽部の演奏などが秋ごろ行われる。

## 沿革
- 昭和22年4月1日 私立目白学園桐ヶ丘中学校に委託発足
- 昭和23年3月30日 新宿区立落合第二中学校として開校
- 昭和23年4月2日 新宿区立落合第一小学校に併置授業開始
- 昭和24年1月11日 現在地に校地設定
- 昭和25年7月25日 独立校舎落成校章制定
- 昭和31年9月19日 校地拡張
- 昭和35年3月31日 屋内体育館落成
- 昭和35年2月28日 第７次増築校舎落成4階建てになる
- 昭和37年8月30日 プール落成（25ｍ×11ｍ　6コース）
- 昭和45年1月 校服の制定
- 平成18年4月1日 通級（情緒）学級開設　名称「赤土学級」
- 令和4年3月31日 卒業生総数 17,722名
- 2023年（令和5年）11月20日 - 新宿区は令和6年度より区立小中校の給食費無償化を発表[1]。

## 部活動
- 運動部
  - ソフトテニス
  - 野球
  - 陸上
  - サッカー
  - 男女バスケットボール
  - 剣道
  - 卓球
- 文化部
  - 吹奏楽
  - 茶道
  - 美術

## 生徒会活動
主な委員会
・生徒会本部
・中央委員会
・一年生学級委員会
・二年生学級委員会
・三年生学級委員会
・保健委員会
・生活委員会
・美化委員会
・給食委員会
・図書委員会
・放送委員会
・運動会実行委員会
・選挙管理委員会
・赤土祭実行委員会